# Микропрепарат

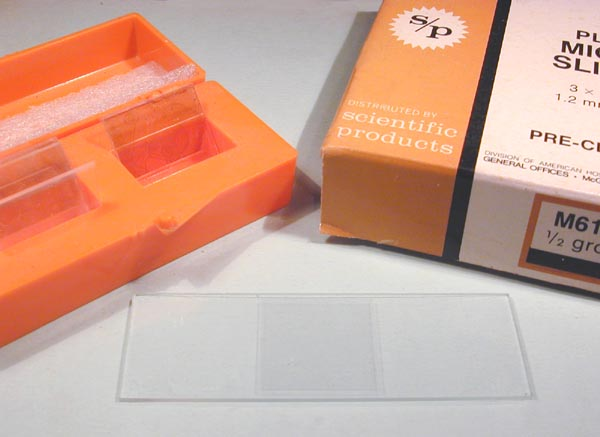
Микропрепараты и покровные стекла. Стандартное 3-дюймовое предметное стекло показано с зафиксированным покровным стеклом.

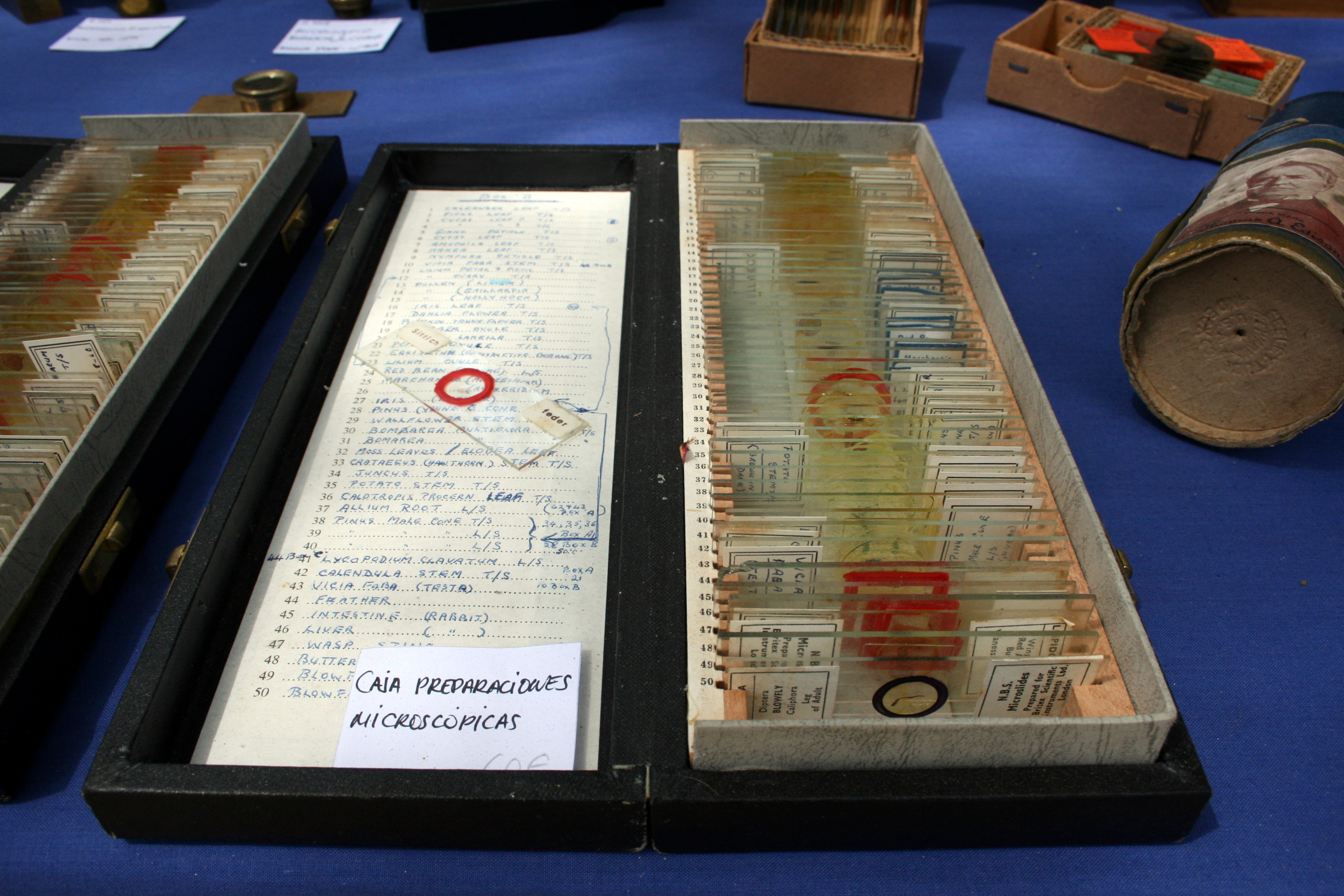
Старая коробка с демонстрационными микропрепаратами.

Микропрепарат — предметное стекло с расположенным на нём объектом, подготовленным для исследования под микроскопом. Сверху объект обычно накрывается тонким покровным стеклом. Размеры предметных стекол (25 на 75 мм) и их толщина стандартизированы, это облегчает хранение препаратов и работу с ними.
Различают постоянные препараты, в которых объект, накрытый покровным стеклом, заключён в канадский бальзам или другую прозрачную твердеющую среду, и временные, в которых заливка производится в глицерин-желатин, либо объект помещается в физиологический раствор или просто в воду. Постоянные препараты могут сохраняться без изменений многие десятилетия.

## Типы препаратов
В зависимости от характера исследуемого объекта, используются различные типы препаратов.
- Тотальные препараты. Приготовляются из мелких организмов или небольших их частей. Часто требуют дополнительной обработки в просветляющих растворах. Обезвоженные тотальные препараты могут заключаться в постоянные среды.
- Мазки. Применяются в гематологии при изучении крови, для изучения бактерий и простейших. Могут приготавливаться из тканевых элементов.
  - Влажные мазки фиксируют, не давая исследуемому материалу высохнуть. Затем препарат готовят так же, как наклеенные на стекло срезы.
  - Сухие мазки  высушивают не фиксируя.
- Срезы изготавливаются из фиксированных и залитых в пластический материал (парафин, акрил) объектов на микротоме. Для быстрого получения срезов без длительной процедуры обезвоживания применяют замораживающий микротом.
- Шлифы приготовляются из материалов, не поддающихся резке на микротоме. Используются преимущественно в петрографии.

## История
Происхождение берет начало в использовании слоновой кости или обычной кости в качестве подставки под образцы, которые помещались между дисками прозрачной слюды. Подобная конструкция была популярной в викторианской Англии, пока Королевское Микроскопическое Общество не представило стандартизированное предметное стекло микроскопа.